# Завозин, Максим Игоревич
Макси́м И́горевич Заво́зин (венг. Zavózin Makszim, род. 2 марта 1985 года в Москве, СССР) — американский и венгерский фигурист, выступавший в танцах на льду. В паре с Норой Хоффманн — трёхкратный чемпион Венгрии (2009—2011). Ранее, выступая за США в паре с Морган Метьюз, он был чемпионом мира среди юниоров 2005 года, и серебряным призёром чемпионата Четырёх континентов 2006 года.

## Семья
Максим — сын известных советских фигуристов выступавших в танцах на льду в 1970-х годах Елены Гараниной и Игоря Завозина. Мать Максима была также одним из его тренеров.

## Карьера

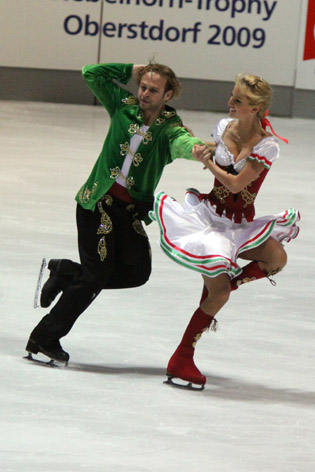
Нора Хоффманн и Максим Завозин на турнире «Nebelhorn Trophy» в 2009 году

Первой партнёршей Максима Завозина была Стефани Эллис. В 2001 году он встал в пару с Морган Метьюз. С обеими этими партнёршами он представлял на международной арене США.
В дуэте с Метьюз он выигрывал чемпионаты США среди юниоров в 2003 и 2004 годах. На чемпионате мира среди юниоров 2004 года они были третьими, а чемпионат 2005 года выиграли. При этом, в том же 2005 году они участвовали о «взрослом» чемпионате США и стали там пятыми.
30 декабря 2005 года Максим Завозин получил американское гражданство.
На следующий год, на национальном первенстве дуэт уже четвёртый и отправлен на чемпионат четырёх континентов, где завоёвывает серебряные медали. После этого, они дебютируют на чемпионате мира, где становятся 16-ми.
После занятого пятого места на чемпионате США 2007 года и непопадания в сборную команду, Метьюз и Завозин 26 февраля 2007 года объявили о распаде своей пары.
После этого, Максим Завозин встал в пару с венгерской фигуристкой Норой Хоффманн, предыдущий партнёр которой Аттила Элек завершил спортивную карьеру из-за травмы. Новая пара решила выступать за Венгрию. Они стали чемпионами Венгрии 2009 года, при полном отсутствии конкуренции — больше в чемпионате не участвовали танцевальные пары. На чемпионате Европы, дуэт был на восьмом месте после обязательного танца, при исполнении оригинального танца Максим упал и они оказались на 11-м месте, а от дальнейшего выступления отказались из-за вирусной инфекции у партнёра. На тренировке, незадолго до чемпионата мира 2009 года, Нора Хоффман получила тяжелую травму и дуэт пропустил этот турнир.
Сезон 2009—2010 дуэт начал с седьмого места на турнире «Nebelhorn Trophy», что тем не менее, позволило им завоевать одну лицензию для Венгрии в танцах на льду на Олимпийские игры 2010.
В январе 2010 года Максиму Завозину было предоставлено венгерское гражданство.
В настоящее время работает тренером в Одинцово.

## Программы
(с Н.Хоффманн)
| Сезон     | Оригинальный/Короткий танец                                                        | Произвольный танец                                                          |
| --------- | ---------------------------------------------------------------------------------- | --------------------------------------------------------------------------- |
| 2010—2011 | Музыка из балета «Спящая красавица» П.И.Чайковский и «Skaters Waltz» Иоганн Штраус | «The Gypsies of Nagyida» «Experidance»                                      |
| 2009—2010 | Чардаш                                                                             | «So Excited» Джанет Джексон, «Hush Hush» и «Rock This Party» Pussycat Dolls |
| 2008—2009 | Блюз «Minnie the Moocher» и линди хоп                                              | «So Excited» Джанет Джексон, «Hush Hush» и «Rock This Party» Pussycat Dolls |

## Спортивные достижения

### Результаты за Венгрию
(с Н. Хоффман)
| Соревнования            | 2008—2009 | 2009—2010 | 2010—2011 |
| ----------------------- | --------- | --------- | --------- |
| Зимние Олимпийские игры |           | 13        |           |
| Чемпионаты мира         |           | 10        |           |
| Чемпионаты Европы       | WD        | 10        | 8         |
| Чемпионаты Венгрии      | 1         | 1         | 1         |
| Финалы Гран-при         |           |           | 6         |
| Cup of Russia           |           |           | 2         |
| Cup of China            |           |           | 4         |
| Nebelhorn Trophy        |           | 7         |           |
| Finlandia Trophy        |           |           | 2         |
| Мемориал Ондрея Непелы  |           | 1         | 1         |
| Icechallenge            |           | 1         |           |
| Мемориал Павла Романа   |           | 1         |           |
| Золотой конёк Загреба   |           | WD        |           |

WD = снялись с соревнований

### Результаты за США
(с М. Метьюз)
| Соревнования                        | 2001—2002 | 2002—2003 | 2003—2004 | 2004—2005 | 2005—2006 | 2006—2007 |
| ----------------------------------- | --------- | --------- | --------- | --------- | --------- | --------- |
| Чемпионаты мира                     |           |           |           |           | 16        |           |
| Чемпионаты Четырёх континентов      |           |           |           |           | 2         |           |
| Чемпионаты мира среди юниоров       |           | 11        | 3         | 1         |           |           |
| Чемпионаты США                      | 3N.       | 1J.       | 1J.       | 5         | 4         | 5         |
| Этапы Гран-при:Cup of Russia        |           |           |           |           |           | 6         |
| Этапы Гран-при:Skate America        |           |           |           |           |           | 4         |
| Этапы Гран-при:Cup of China         |           |           |           |           | 5         |           |
| Этапы Гран-при:Trophee Eric Bompard |           |           |           |           | 4         |           |
| Nebelhorn Trophy                    |           |           |           |           |           | 2         |
| Финалы юниорского Гран-при          |           |           | 3         | 1         |           |           |
| Этапы юниорского Гран-при, Франция  |           |           |           | 1         |           |           |
| Этапы юниорского Гран-при, США      |           |           |           | 1         |           |           |
| Этапы юниорского Гран-при, Словакия |           |           | 3         |           |           |           |
| Этапы юниорского Гран-при, Хорватия |           |           | 1         |           |           |           |
| Этапы юниорского Гран-при, Италия   |           | 4         |           |           |           |           |
| Этапы юниорского Гран-при, Канада   |           | 3         |           |           |           |           |

- N = уровень «новичков»; J = юниорский уровень